# Giovanni di San Paolo
Giovanni di San Paolo  (né à Rome, Italie, et mort avant novembre 1215) est un cardinal italien  du XIIe et du début du XIIIe siècle. Il est possible qu'il soit un neveu du pape Célestin III et donc un membre de la famille Bobone. Selon des sources allemandes il est membre de la famille Colonna. Il est membre des Bénédictins.

## Biographie
Giovanni di San Paolo est abbé de l'abbaye S. Paolo fuori le mura à  Rome.
Le pape Célestin III le crée cardinal lors d'un consistoire du 20 février 1193. Selon certaines sources, le pape Célestin III essaie de désigner Giovanni di San Paolo comme son successeur. Il participe à l'élection d'Innocent III en 1198. Le cardinal di San Paolo est un ami et protecteur de François d'Assise, le fondateur des Franciscains. Il aide à obtenir l'approbation du pape de la règle franciscaine.